# Āb Rīgūn
Āb Rīgūn (persiska: آب ريگون, آبِ ريگون) är en ort i Iran.   Den ligger i provinsen Kohgiluyeh och Buyer Ahmad, i den centrala delen av landet, 600 km söder om huvudstaden Teheran. Āb Rīgūn ligger 1 074 meter över havet och antalet invånare är 292.
Terrängen runt Āb Rīgūn är kuperad söderut, men norrut är den bergig. Runt Āb Rīgūn är det ganska glesbefolkat, med 45 invånare per kvadratkilometer. Närmaste större samhälle är Dogonbadan, 8,7 km söder om Āb Rīgūn. Omgivningarna runt Āb Rīgūn är i huvudsak ett öppet busklandskap.